# Jean Eléonor de Sainte-Colombe
Jean Eléonor de Sainte-Colombe (1697 – 16 juni 1762) was een Frans ridder, heer van Saint-Priest, Le Poyet en Sainte-Colombe en militair in het Franse leger.

## Levensloop
Hij was de oudste zoon van Jean Marie de Sainte-Colombe en zijn vrouw Sibille de Naturel de Valentine. In 1708 volgde hij zijn vader op als heer van Saint-Priest (tegenwoordig Saint-Priest-la-Roche) en Le Poyet. Daarna ging hij het leger in en diende in het regiment van Lodewijk Alexander van Bourbon, graaf van Toulouse. Tussen 1732 en 1747 erfde hij van een verre neef de heerlijkheid Sainte-Colombe na het uitsterven van die tak van de familie. Omstreeks 1737 trad hij uit dienst. Hij trouwde op 12 maart 1723 in Villefranche-sur-Saône met Marianne Bottu de la Barmondière met wie hij de volgende kinderen had:
1. Jean de Sainte-Colombe, jong overleden.
2. Jean Louis Eléonor de Sainte-Colombe (1733-1794), zijn opvolger.
3. Françoise de Sainte-Colombe, jong overleden.
4. Jacqueline de Sainte-Colombe, geestelijke in de Abdij van Saint-Pierre-les-Nonnains in Lyon.
5. Marie Anne Jacqueline de Sainte-Colombe, vrouwe van Saint-Priest. Gaf deze heerlijkheid echter weg na het overlijden van haar vader.